# Arroyo de las Tortugas
L'arroyo de las Tortugas (ruisseau des Tortues) est un cours d'eau du centre de l'Argentine qui coule sur le territoire des provinces de Córdoba et de Santa Fe. C'est un affluent en rive gauche du río Carcarañá. C'est donc un sous-affluent du rio Paraná.

## Géographie
L'arroyo de las Tortugas naît en province de Córdoba, à quelque 30 kilomètres au sud-sud-est de la ville cordobèse de San Francisco, dans la lagune de « l'Estancia La Perla » lieu où se réunissent divers petits cours d'eau. La rivière se dirige alors droit vers le sud suivant approximativement la frontière entre les provinces de Córdoba et de Santa Fe. Elle maintiendra globalement cette direction tout au long de son parcours. Dans un premier temps, elle porte le nom de canal San Antonio. Ce n'est qu'en aval de la localité santafésine de Bouquet qu'elle reçoit le nom d'arroyo de Las Tortugas. 
Elle finit par se jeter dans le río Carcarañá en rive gauche, quelques kilomètres en amont de la localité de Cruz Alta.
La superficie de son bassin versant est de plus ou moins 7 500 km2.

## Régime
L'arroyo de las Tortugas a un régime permanent de type pluvial, avec un débit maximal pendant les mois d'été. 

## Hydrométrie - les débits mensuels à la station de Tortugas
Les débits de l'arroyo ont été observés pendant 2 ans (1949-1950) à la station hydrométrique de Tortugas située dans la province de Córdoba, à quelque 20 kilomètres de son embouchure dans le río Carcarañá, et ce pour une superficie prise en compte de 9 655 km2, soit la presque totalité de son bassin versant. 
À Tortugas, le débit annuel moyen ou module observé sur cette période était de 5,42 m3/s.
La lame d'eau écoulée dans le bassin atteint 17,7 millimètres par an.

## La faune
La faune caractéristique se compose d'animaux que l'on trouve sur ses rives : loutres, furets, renards (zorros), mouffettes, belettes. 
On trouve des reptiles comme les iguanes et les dangereuses vipères à fosse (Yarará grande et Yarará chica).
On peut y pêcher des mojarras, des poissons-chat (bagres), des truites (truchas), des anguilles, des piranhas (palometas), des sardines et beaucoup de tortues (tortugas). 
Lors des grandes crues, on peut pêcher le sábalo et le dorado qui remontent l'arroyo depuis le río Carcarañá.